# Lissonota pectinata
Lissonota pectinata är en stekelart som först beskrevs av Pierre L. G. Benoit 1955.  Lissonota pectinata ingår i släktet Lissonota och familjen brokparasitsteklar. Inga underarter finns listade i Catalogue of Life.